# Al-Wadi al-Ahmar
Das Wadi al-Ahmar (deutsch: Rotes Tal) ist eine Talsenke nahe der Küste der Großen Syrte im libyschen Munizip Surt.

## Lage
Es liegt 30 km westlich von an-Nufalija bzw. 90 Kilometer östlich von Sirte. Nächste Siedlungen sind Harawa (20 km westlich des Tals) und Marsa al-Uwajya (25 km östlich).

## Geschichte
Während des Bürgerkriegs in Libyen kam es am 28. März 2011 in dem Tal nahe der Küstenstraße zu Kämpfen. Das Gelände gilt als vermint und als strategisch wichtiger Zugang nach Sirte.